# John Stenhouse

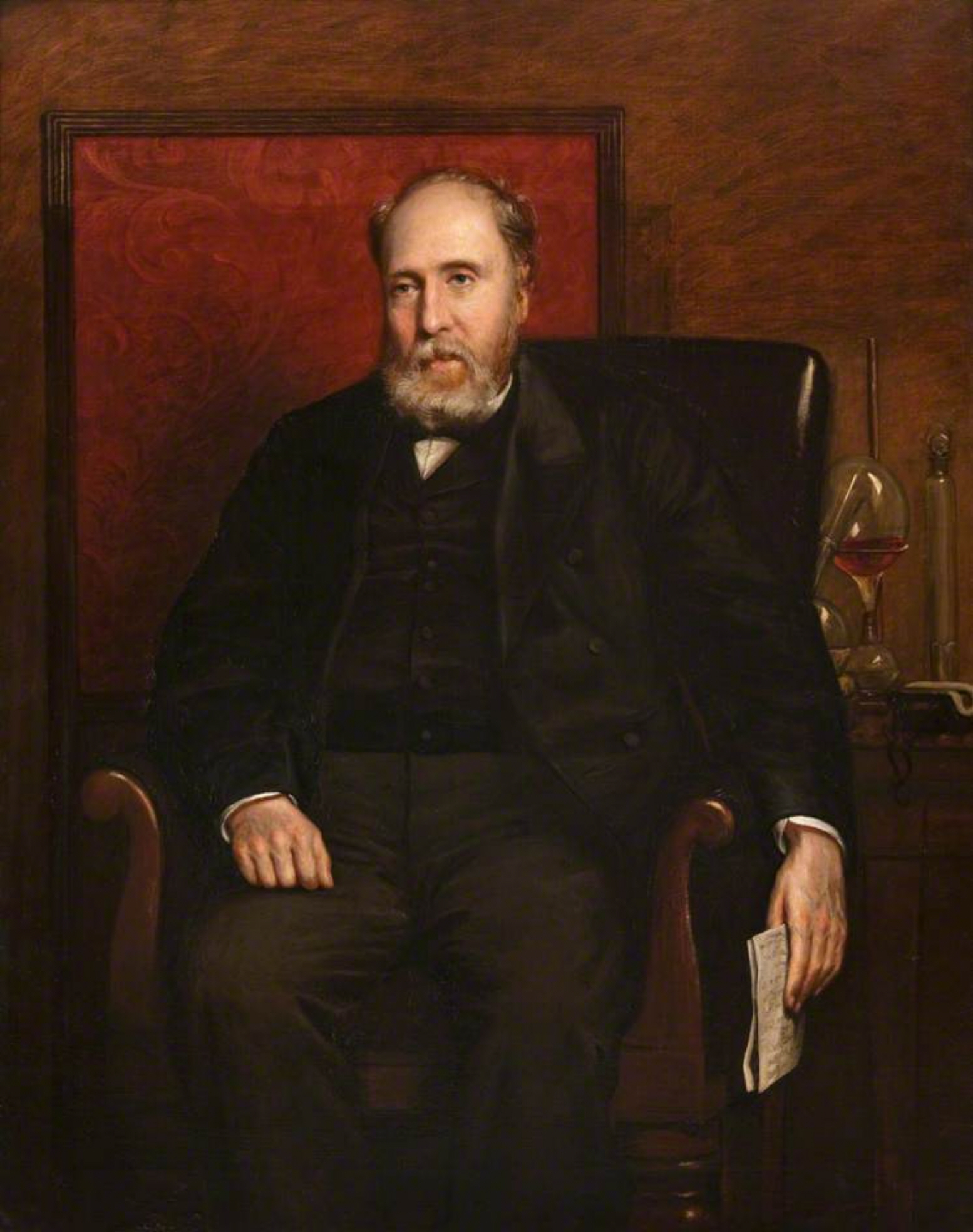
John Stenhouse 1873

John Stenhouse (* 31. Oktober 1809 in Glasgow; † 13. Dezember 1880) war ein schottischer Chemiker.
John Stenhouse kam als ältester Sohn von William Stenhouse und seiner Frau Elizabeth Currie in Glasgow zur Welt. Er studierte bei Thomas Thomson und Thomas Graham in Glasgow sowie bei Justus von Liebig in Gießen. 1839 kehrte er nach Glasgow zurück. Von 1851 bis 1857 war er Chemical lecturer am St Bartholomew’s Hospital in London.
Stenhouse entdeckte das Chlorpikrin und führte 1854 eine der ersten Atemschutzmasken ein. Er isolierte auch verschiedene Alkaloide wie Spartein aus Besenginster.
August Kekulé war 1854/55 Assistent an seinem Lehrstuhl.
1848 wurde er zum Mitglied in die Royal Society gewählt, die ihn 1871 mit der Royal Medal auszeichnete. 1849 wurde er Mitglied der Royal Society of Edinburgh.
Stenhouse starb am 13. Dezember 1880 und wurde im High Church New Cemetery in Glasgow beigesetzt.